# MaK G 500 C
A MaK G 500 C háromtengelyes dízel-hidraulikus tolatómozdony-sorozat, amelyet a Maschinenbau Kiel (MaK) gyártott 1966 és 1975 között, összesen 22 példányban. Ez volt a vállalat második világháború utáni típusprogramjának kettő háromtengelyes mozdonya közül a kisebb teljesítményű. A legjelentősebb változás az első típusprogram mozdonyaihoz képest a kardántengelyek alkalmazása volt a korábban használt vaktengellyel megvalósított rúdhajtás helyett.

## Műszaki jellemzők
A MaK G 500 C tengelyelrendezése C. A meghajtásért felelős MaK 6 M 282 típusú motor teljesítménye 390 kW (520 hp) 1050 min⁻¹ fordulatszámon. A mozdonyokat a Voith cég hajtóműveivel szállították, a megengedett legnagyobb sebessége 35 vagy 43 km/h (22 vagy 27 mph). Szolgálati tömege a ballasztolástól függően 55 és 60 tonna között van, tüzelőanyag-tartályának térfogata 1400 liter.

## Üzemeltetők
1966 és 1975 között 22 MaK G 500 C típusú mozdony épült. A mozdonyokat elsősorban üzemi vasutaknak szállították, különösen a szén- és acélipari vállalatoknak. A típus legnagyobb rendelője a Krupp Stahl AG volt tizennégy mozdonnyal. A Gewerkschaft Sophia Jacoba három, míg a Klöckner Stahl GmbH kettő ilyen mozdonyt vásárolt. A mozdonyok kettő példány kivételével még a 2020-as években is üzemben vannak.
| MaK G 500 C-mozdonyok listája |             |                                |                                       |                                                                                           |
| Gyártási szám                 | Gyártás éve | Első üzemeltető                | Legutóbbi üzemeltető                  | Megjegyzés                                                                                |
| 500041                        | 1966        | Sophia Jacoba „10“             | EVB „266 001“                         |                                                                                           |
| 500042                        | 1966        | Rheinsalinen „2“               | IPE Locomotori S.r.L                  | 2015-ben motorjától megfosztott alkatrészbányaként lehetett látni, sorsa azóta ismeretlen |
| 500045                        | 1967        | Krupp Stahl AG „KS-WR 60“      | Otto Rentschler                       |                                                                                           |
| 500048                        | 1969        | ZAG „1“                        | Otto Rentschler                       | Bérmozdony, 2007 óta VPS „402“-ként üzemel                                                |
| 500050                        | 1970        | Krupp Stahl AG „KS-WR 61“      | Krupp Stahl AG „1“                    | 1994-ben selejtezték                                                                      |
| 500051                        | 1970        | Krupp Stahl AG „KS-WR 62“      | Deutsche Edelstahlwerke AG „2“        |                                                                                           |
| 500052                        | 1970        | Sophia Jacoba „11“             | Lok Service Balmer „837 902-6“        | 2015-ben remotorizálták                                                                   |
| 500055                        | 1970        | Städtische Häfen Hannover „10“ | Acciai Speciali Terni S.p.A. „LD 15“  |                                                                                           |
| 500056                        | 1970        | Sophia Jacoba „12“             | MaLoWa Bahnwerkstatt GmbH             |                                                                                           |
| 500059                        | 1972        | Krupp Stahl AG                 | Venator Germany „4“                   |                                                                                           |
| 500060                        | 1972        | Klöckner Stahl „24“            | Hansebahn Bremen „24“                 |                                                                                           |
| 500061                        | 1972        | Klöckner Stahl „25“            | Hansebahn Bremen „25“                 |                                                                                           |
| 500062                        | 1973        | Krupp Stahl AG „KS-WR 63“      | Railfer srl                           |                                                                                           |
| 500063                        | 1973        | Krupp Stahl AG „KS-WR 64“      | K+S „2“                               |                                                                                           |
| 500064                        | 1974        | Krupp Stahl AG „KS-WR 65“      | K+S „1“                               |                                                                                           |
| 500065                        | 1974        | Krupp Stahl AG „KS-WR 66“      | Otto Rentschler                       |                                                                                           |
| 500066                        | 1974        | Krupp Stahl AG „KS-WR 67“      | InfraServ Logistics „3“               |                                                                                           |
| 500070                        | 1974        | Krupp Stahl AG „KS-WR 68“      | Hansebahn Bremen "23"                 |                                                                                           |
| 500071                        | 1974        | Krupp Stahl AG „KS-WR 69“      | Captrain Deutschland CargoWest „V 51“ |                                                                                           |
| 500072                        | 1975        | Krupp Stahl AG „KS-WR 70“      | Deutsche Edelstahlwerke „4“           |                                                                                           |
| 500073                        | 1975        | Krupp Stahl AG „KS-WR 71“      | Buderus „1“                           |                                                                                           |
| 500074                        | 1975        | Krupp Stahl AG „KS-WR 72“      | Deutsche Edelstahlwerke „5“           |                                                                                           |

## Fordítás
- Ez a szócikk részben vagy egészben  a   MaK G 500 C című német Wikipédia-szócikk ezen változatának fordításán alapul.  Az eredeti cikk szerkesztőit annak laptörténete sorolja fel. Ez a jelzés csupán a megfogalmazás eredetét és a szerzői jogokat jelzi, nem szolgál a cikkben szereplő információk forrásmegjelöléseként.